# Búðakirkja (Iglesia Negra)

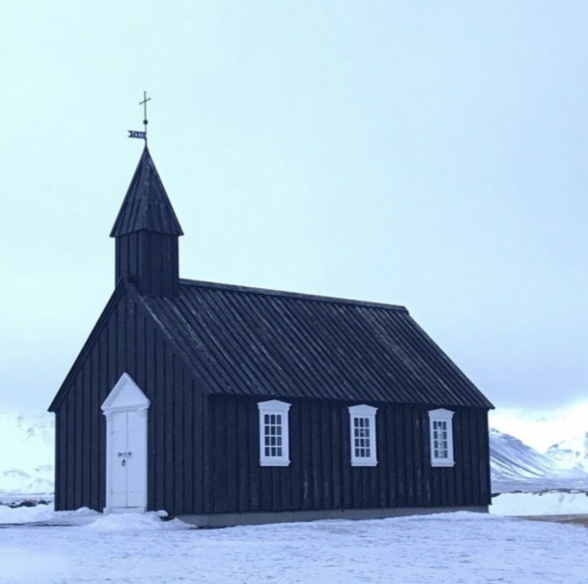

Búðakirkja (conocida también como la Iglesia Negra de Islandia) es una pequeña iglesia de más de 170 años pintada casi completamente de negro, con sus puertas y ventanas pintadas de blanco. Se destaca en el extremo occidental de la península de Snæfellsnes, en una pequeña aldea llamada Búðir, localizada en tierras volcánicas de Búðahraun en la región de Staðarsveit al este del país. A los alrededores de la iglesia solo se puede encontrar un camposanto y el Hotel Búðir, pero por lo demás está deshabitada. 
Búðir se encuentra dentro de un vasto campo de lava denominado Búðahraun, es reconocido por su flora (aproximadamente 130 especies de plantas diferentes incluyendo exóticas y protegidas), se extiende al este desde la aldea hacía el mar por Faxaflói, y al oeste hasta Hraunlandarif. La fuente de lava se encuentra en el cráter volcánico Búðaklettur de 88 metros de altura. Tiene una abertura por el lado suroeste donde se puede entrar en la cueva Búðahellirde de 382 metros de largo. 

## Contexto Histórico
Al igual que en muchos países europeos, la religión en Islandia se centraba en el paganismo, los nórdicos al viajar de Noruega a la isla, trajeron consigo una religión politeísta con un inmenso panteón de dioses, antes de la llegada del cristianismo, que por sobre el año 1000 d. C. Islandia se vio obligada a aferrarse a la religión monoteísta por diversas razones políticas con Noruega.

## Historia

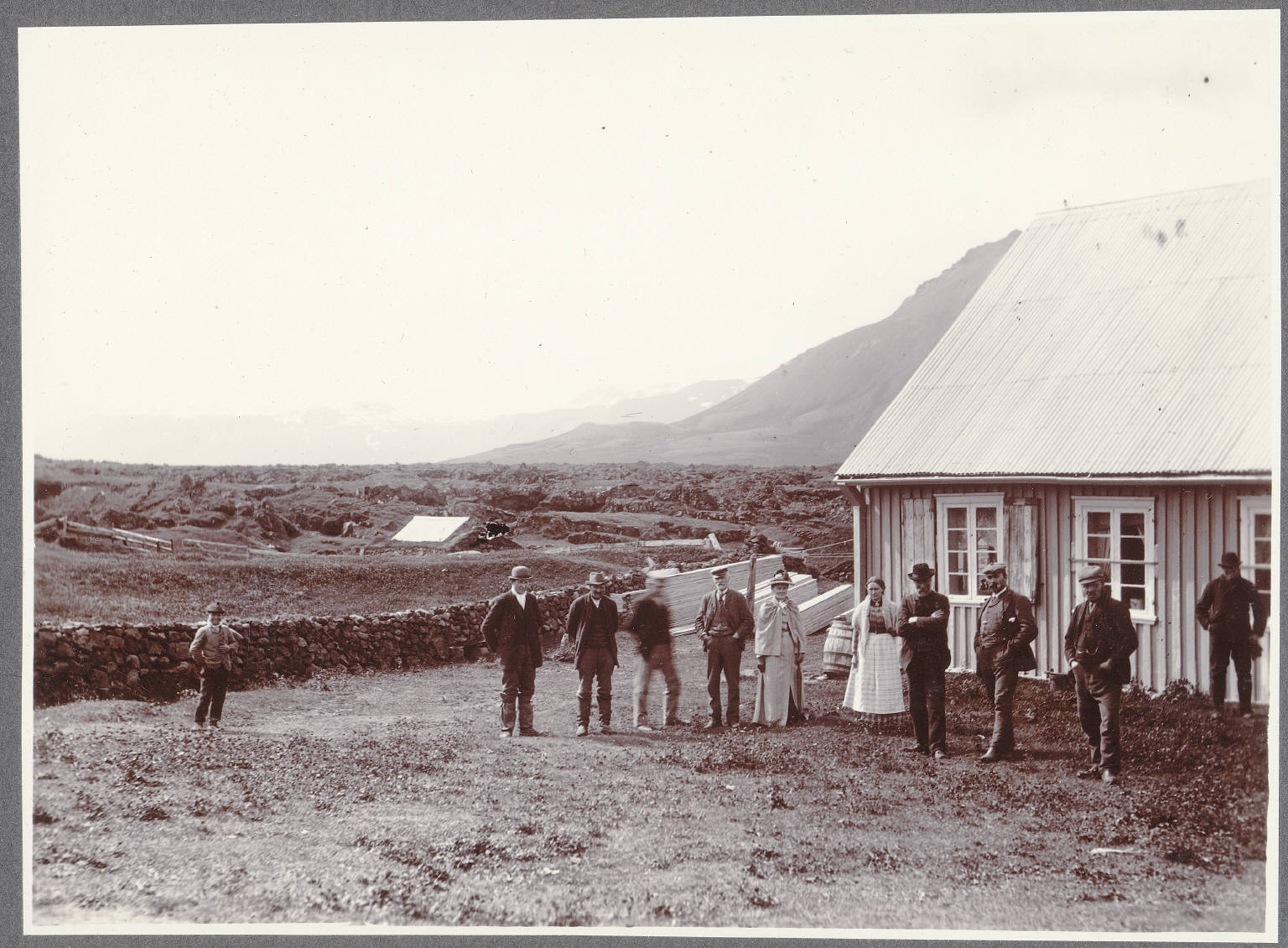
Búðir near Snæfellsjökull, S.W.

Búðir ha sido descrito como uno de los principales puertos de Islandia, fue uno de los puestos comerciales más activos de Snæfellsnes. Sin embargo, el puesto fue abandonado a inicios del siglo XIX. Actualmente, todo lo que queda de la antigua comunidad del pueblo es la iglesia de madera negra.
Bent Laurdtsen obtuvo en 1701 un permiso de obispo para construir una igleasia en el área. Dos años más tarde, fue construida la primera capilla de césped en Búdir, en ese momento, había alrededor de 120 personas registradas en la parroquia. En 1819 la iglesia fue abolida por órdenes del rey danés Christian VIII por el mal estado en la que se encontraba. Steinunn Sveinsdóttir solicitó permiso de las autoridades para la reconstrucción de la iglesia hasta que en 1848 el consejo sacerdotal dio el permiso para una nueva casa de culto bajo la condición de que los residentes de Búðir financiaran por completo el proyecto y se encargaran de su mantenimiento.
Steinunn dirigió y pagó la construcción de la iglesia de madera negra que hasta el día de hoy se conserva. En 1848 se terminó la construcción y fue consagrada por primera vez tres años después, en 1854. A los 77 años, Steinunn Sveinsdóttir murió, fue enterrada en el cementerio de Búðir y todavía se encuantra una lápida en su memoria.
En 1987 se realizó la última reconstrucción de la iglesia a decisión del Museo Nacional de Islandia, de manera en la que estaba cuando se construyó en 1848.

## Actualidad
Búðakirkja es un edificio utilizado para diversas ocasiones. La iglesia está protegida por la Agencia de Patrimonio Cultural de Islandia y está al cuidado de los feligreses, por lo que no está permitido realizar cambios ni alteraciones dentro y fuera de la iglesia.
No tiene un horario de apertura establecido y, por lo general, no está abierto al público a diario. Eso no significa que sea inaccesible, la iglesia puede ser utilizada para diversos tipos de eventos y propósitos, sin embargo, lo ideal de acuerdo con la página oficial, es que para los eventos que ofrece (bodas, sesiones fotográficas, conciertos o eventos musicales, bautismos y visitas) sean previamente solicitados y agendados a través del correo electrónico.
Además se han elaborado normas para que todos los que quieran visitar la iglesia, para poder mantener el patrimonio, el estatus y los valores de la parroquia.
Su pastor local es Brynhildur Óla Elínardóttir, educada como pastor de la Iglesia Evangélica Luterana de Islandia en 1996, se graduó como Candidata theologiæ de la Facultad de Teología y Estudios Religiosos de la Universidad de Islandia en 1995. Sirvió durante 25 años en Bakkafjörður, noreste de Islandia antes de trasladarse para servir a la comunidad en Búðir .